# Margarete von Österreich (1480–1530)

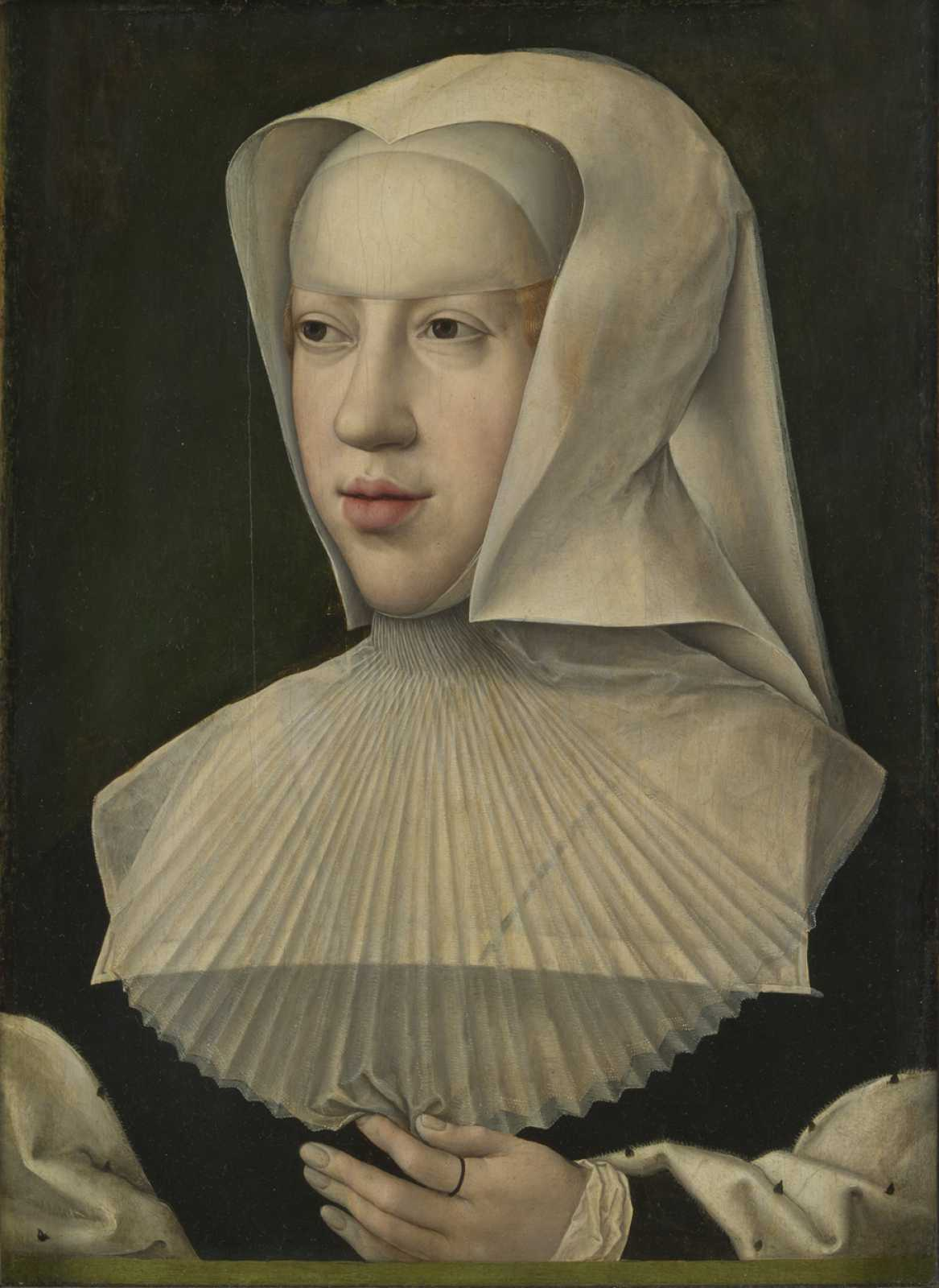
Margarete von Österreich als Witwe, Gemälde Bernards van Orley

Margarete von Österreich (* 10. Januar 1480 in Brüssel; † 1. Dezember 1530 in Mechelen) war durch Heirat Fürstin von Asturien und später Herzogin von Savoyen. In der Zeit von 1507 bis Januar 1515 und von 1517 bis zu ihrem Tod im Jahr 1530 war sie Statthalterin der habsburgischen Niederlande und einer der großen Musikmäzene ihrer Zeit. Margarete stammte aus dem Geschlecht der Habsburger.

## Leben

### Jugend

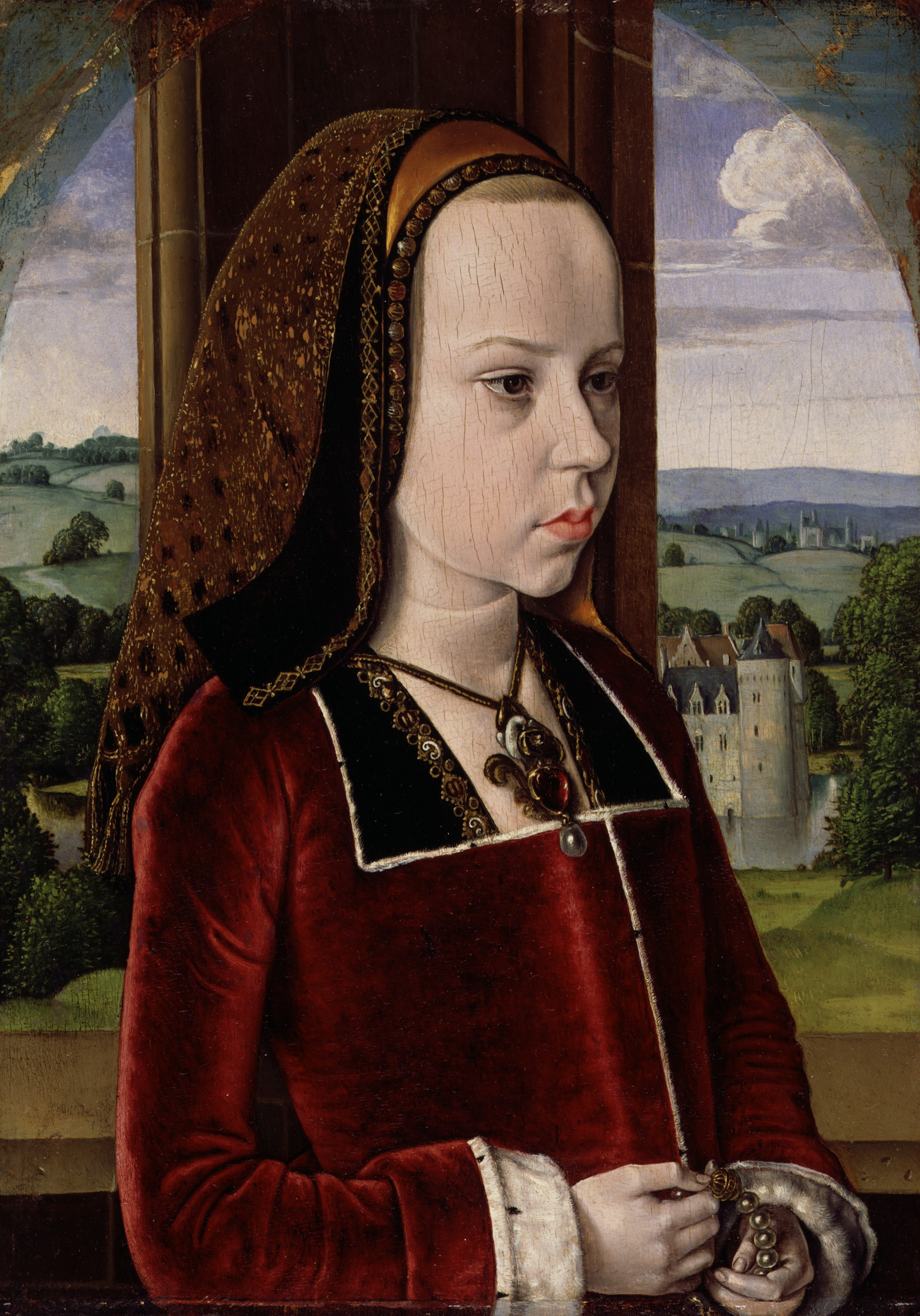
Margarete von Österreich. Gemälde von Jean Hey (bekannt als Meister von Moulins) ca. 1490, Metropolitan Museum of Art, New York

Margarete war die einzige Tochter Maximilians I. aus der Ehe mit Maria von Burgund. Ihr Bruder war Philipp der Schöne. 1482, als Margarete zwei Jahre alt war, starb ihre Mutter, mit dem vierten Kind schwanger, an den Folgen eines Reitunfalls. Maria hatte testamentarisch ihre Kinder als Erben eingesetzt und verfügt, dass Maximilian bis zu deren Volljährigkeit Vormund sein sollte.
Aufgrund des Friedens von Arras, der unter anderem eine Vermählung Margaretes mit dem späteren französischen König Karl VIII. vorsah, wurde sie nach Frankreich gebracht, um am französischen Hof erzogen und auf ihre künftige Rolle als Königin vorbereitet zu werden. Am 22. Juli 1483 wurde der Ehevertrag mit dem damals 13-jährigen Dauphin Karl geschlossen, der noch im selben Jahr König von Frankreich wurde. Obwohl Karl am 6. Dezember 1491 Anna von Bretagne geheiratet hatte, und Margarete damit verstieß, durfte sie, nachdem der Vertrag von Senlis zwischen Karl VIII. und Maximilian I. auch diese Frage geregelt hatte, erst im Juni 1493 in die Niederlande zurückkehren.

### Ehen

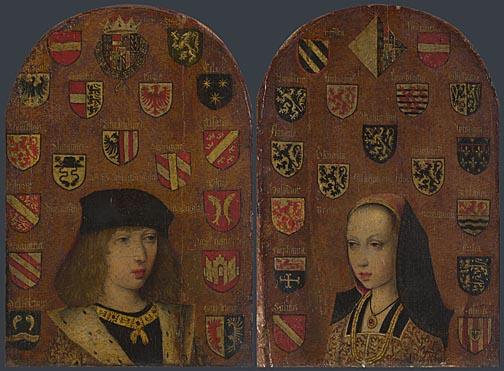
Margarete und ihr Bruder Philipp I. von Habsburg, genannt der Schöne. Diptychon von Pieter van Coninxloo ca. 1493–95, Öl auf Holz, National Gallery, London

Während des italienischen Eroberungszuges Karls VIII. schloss Maximilian I. am 20. Januar 1495 mit einem Abgesandten Ferdinands von Aragon in Antwerpen einen Vorvertrag, um die Habsburger Interessen in Norditalien abzusichern. In dem Vertrag wurde auch eine Doppelhochzeit vereinbart, der die Vermählungen von Maximilians Sohn Philipp mit der Infantin Juana sowie von Margarete mit dem spanischen Thronfolger, dem Infanten Juan festlegte. Dieser Vertrag war die Vorstufe zur Bildung der Heiligen Liga mit Papst Alexander VI., Ferdinand von Aragón, der Republik Venedig und dem Herzogtum Mailand. Am 5. November 1495 wurde in Mechelen ein Vertrag über die Doppelhochzeit ratifiziert, und Margarete wurde per procuram mit dem spanischen Thronfolger vermählt. Ein weiterer Vertrag zu der geplanten Doppelhochzeit wurde am 3. Januar 1496, gleichzeitig von Maximilian in Nördlingen und durch Ferdinand von Aragón in Ulldecona, unterzeichnet.
Nachdem Juana auf dem Seeweg in die Niederlande gereist war, wo sie am 20. Oktober 1496 mit Philipp vermählt wurde, sollte Margarete direkt nach Spanien reisen. Die Abreise verzögerte sich jedoch, nicht zuletzt wegen weiterer Verhandlungen, und so fand die eigentliche Hochzeit mit dem spanischen Thronfolger erst am 3. April 1497 in Burgos statt. Die Ehe war nur von kurzer Dauer, da Juan bereits am 4. Oktober desselben Jahres während einer gemeinsamen Reise nach Portugal nach Fieberanfällen in Salamanca starb. Da Margarete schwanger war, blieb sie in Spanien, brachte aber ein totgeborenes Kind zur Welt. Erst im September 1499 wurde ihr die Ausreise erlaubt, und sie kehrte auf dem Landweg über Frankreich nach Flandern zurück. Nach ihrer Ankunft in Gent am 4. März 1500 wurde sie Taufpatin ihres Neffen, des späteren Kaisers Karl V., der am 24. Februar 1500 geboren worden war und am 7. März feierlich getauft wurde.
Bereits im Januar 1498 hatte Maximilian im Rahmen seiner antifranzösischen Politik eine Verheiratung seiner Tochter Margarete nach Savoyen geplant. Tatsächlich unterzeichnete ihr Bruder Philipp am 26. September 1501 in Brüssel einen Heiratskontrakt. Am 27. Oktober 1501 brach Margarete mit feierlichem Geleit nach Savoyen auf, wo sie am 3. Dezember 1501 in Romainmôtier mit Herzog Philibert II. von Savoyen vermählt wurde. In Savoyen zeigte Margarete erstmals ihr politisches Geschick, indem sie Philiberts intriganten Halbbruder René entmachten, ächten und verbannen ließ.
Auch Margaretes Ehe mit Philibert von Savoyen war nur von kurzer Dauer, da ihr Gemahl bereits 1504 an den Folgen eines Jagdunfalls starb. Margarete, die Philibert sehr geliebt hatte, war damit im Alter von 24 Jahren erneut Witwe geworden. Im Jahr 1506 legte sie in Brou, heute ein Stadtteil von Bourg-en-Bresse, den Grundstein für ein Kloster und eine Klosterkirche, die zur Grabstätte Philiberts werden sollte. Zu einer weiteren Ehe konnte sie ihr Vater Maximilian nicht mehr überreden.

### Statthalterin der Niederlande
Nachdem Margaretes Bruder Philipp am 25. September 1506 in Burgos gestorben war, übertrug ihr Maximilian I. am 18. März 1507 die Regentschaft der Niederlande. Außerdem wurde sie Vormund und Erzieherin ihres Neffen Karl und ihrer Nichten Eleonore von Kastilien, Isabella und Maria, die in den Niederlanden geblieben waren. Die übrigen Kinder Philipps des Schönen, Ferdinand I. und Katharina blieben in Spanien. 
In Mechelen, ihrer Hauptresidenz, ließ Margarete gegenüber dem alten Herzogshof ein Palais erbauen, wo sie viele Künstler und Gelehrte um sich versammelte und den Hof von Mechelen so zum Zentrum des Humanismus machte. Darunter befanden sich Persönlichkeiten wie Cornelius Agrippa, Adrian von Utrecht, Erasmus von Rotterdam, Pierre de la Rue und Josquin Desprez. Ihr Hof genoss so hohes Ansehen, dass ausländische Adlige ihre Töchter in Margaretes Obhut gaben, um sie bei ihr erziehen zu lassen. So befanden sich zwischen 1513 und 1515 sowohl die junge Anne Boleyn, zukünftige Königin von England, als auch die ungefähr gleichaltrige Anne Brandon, älteste Tochter von Charles Brandon, 1. Duke of Suffolk, unter Margaretes Schützlingen.
Ihre Politik, bei der sie vor allem von Mercurino Gattinara unterstützt wurde, war auf die Rückgewinnung des verlorenen Herzogtums Burgund gerichtet. Im Jahr 1508 war sie maßgeblich am Zustandekommen der Liga von Cambrai beteiligt, wovon sie sich die Unterwerfung Gelderns versprach. Im Jahr 1513 förderte sie in der Liga von Mechelen ein Bündnis zwischen Maximilian I., Spanien und England, um damit eine Rückeroberung des Herzogtums Burgund einzuleiten. Auch dieses Bündnis war nur von kurzer Dauer, bewirkte aber die Schlacht bei Guinegate, in der Kaiser Maximilian und König Heinrich VIII. von England ein französisches Heer besiegen konnten.
Mit der Verhaftung des vor König Ferdinand II. aus Kastilien geflüchteten Diplomaten Juan Manuel de Villena de la Vega, einem Ritter des Ordens vom Goldenen Vlies, im Januar 1514 begann ein Zerwürfnis mit ihrem Neffen Karl.
Nur wenig später verlor sie die Vormundschaft über ihre beiden Nichten. Im Mai 1514 reiste Margaretes Mündel, die neunjährige Maria, die dem böhmisch-ungarischen Thronfolger Ludwig versprochen worden war, mit feierlichem Geleit zu Maximilian nach Österreich. Isabella, die 13-jährige Tochter Philipps des Schönen, wurde zunächst in einer Stellvertreterhochzeit mit Christian II. von Dänemark verheiratet und verließ im Folgejahr die Niederlande.

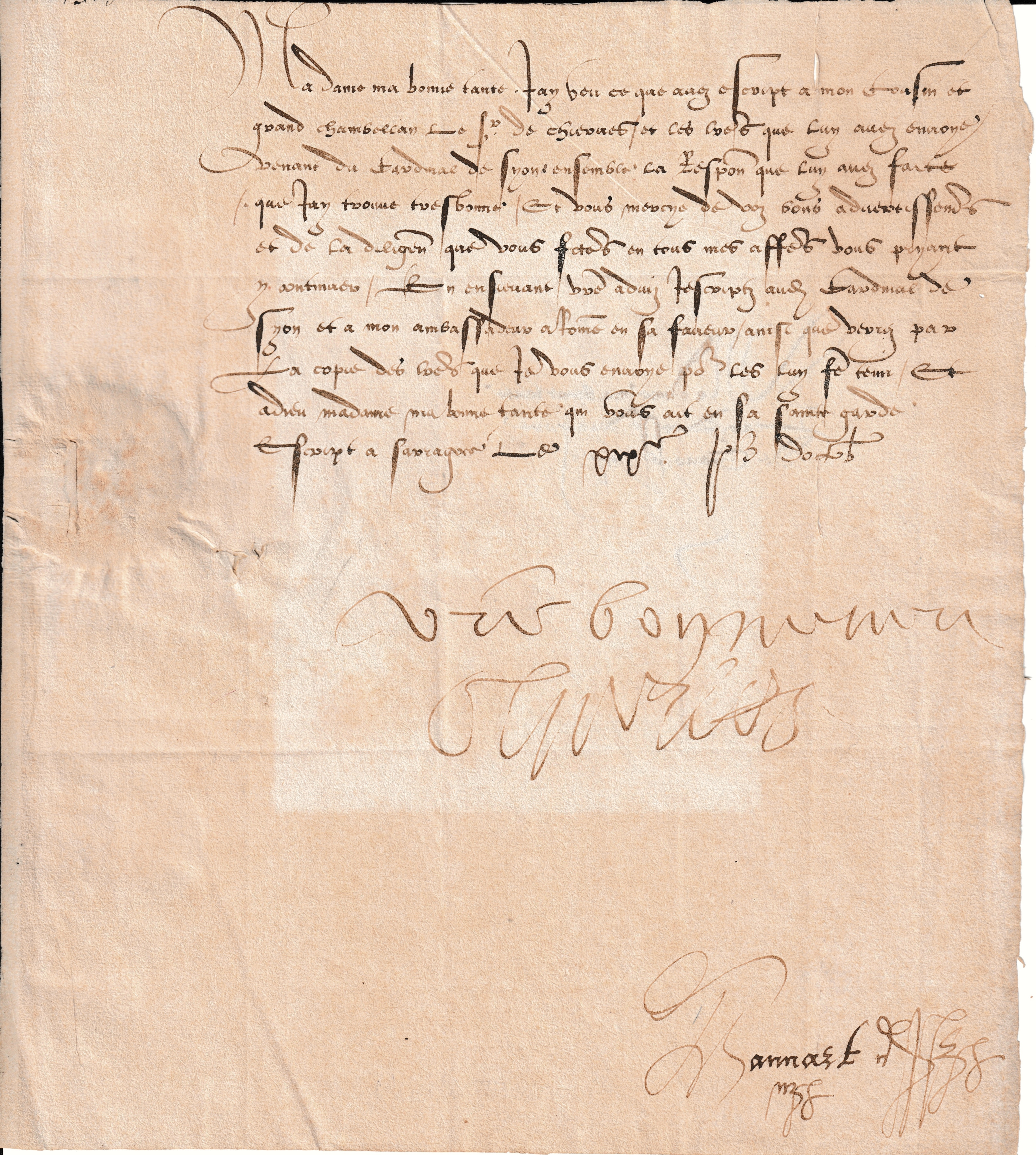
Brief Karls V. an seine Tante und Statthalterin der Niederlande vom 19. Oktober 1518

Mit der vorzeitigen Großjährigkeitserklärung Karls durch die burgundischen Stände am 5. Januar 1515 verlor Margarete zunächst ihr Amt als Statthalterin. Nachdem Karl mit dem Tod seines Großvaters Ferdinand von Aragon am 23. Januar 1516 zusammen mit seiner Mutter, Johanna der Wahnsinnigen, König in Spanien geworden war, setzte er seine Tante Margarete im Jahr 1517 erneut zur Statthalterin ein.
Nach seiner Ankunft in Spanien und einer ersten Begegnung mit seinem Bruder Ferdinand (dem späteren Kaiser Ferdinand I.) schickte Karl ihn zur weiteren Ausbildung an den Hof Margaretes in Mechelen. Karl selbst blieb bis Mai 1520 in Spanien.
Nach dem Tod ihres Vaters, Kaiser Maximilians I., am 12. Januar 1519 unterstützte Margarete von den Niederlanden aus die Wahl Karls zum römisch-deutschen König, nicht zuletzt, um eine Wahl des französischen Königs Franz I. zu verhindern. Dabei unterstützten sie die Staatsräte Philipp von Kleve-Ravenstein, Karl von Croÿ, Heinrich von Nassau, Anton von Lalaing und Johann von Berghes.
Nach der Königswahl Karls V. am 28. Juni 1519 ritt der Generalpostmeister Johann Baptista von Taxis von Frankfurt aus als Kurier in die Niederlande und konnte bereits zwei Tage später das Wahlergebnis am Brüsseler Hof im Beisein Margaretes verkünden. Nach der Rückkehr aus Spanien ließ sich Karl im Oktober 1520 in Anwesenheit seiner Tante Margarete in Aachen zum König krönen und nahm anschließend den Titel „erwählter Kaiser“ an.
Im Jahr 1522 reiste Karl erneut nach Spanien, wo er bis 1529 blieb. Vor seiner Abreise ordnete er die Verwaltung des Heiligen Römischen Reiches und bestätigte Margarete am 15. April 1522 als Statthalterin der Niederlande.
Im Jahr 1529 handelte Margarete mit Luise von Savoyen, der Mutter des französischen Königs Franz I., den Damenfrieden von Cambrai aus, nachdem die Herrscher selbst, Margaretes Neffe Karl und Luises Sohn Franz, nicht miteinander verhandeln wollten.

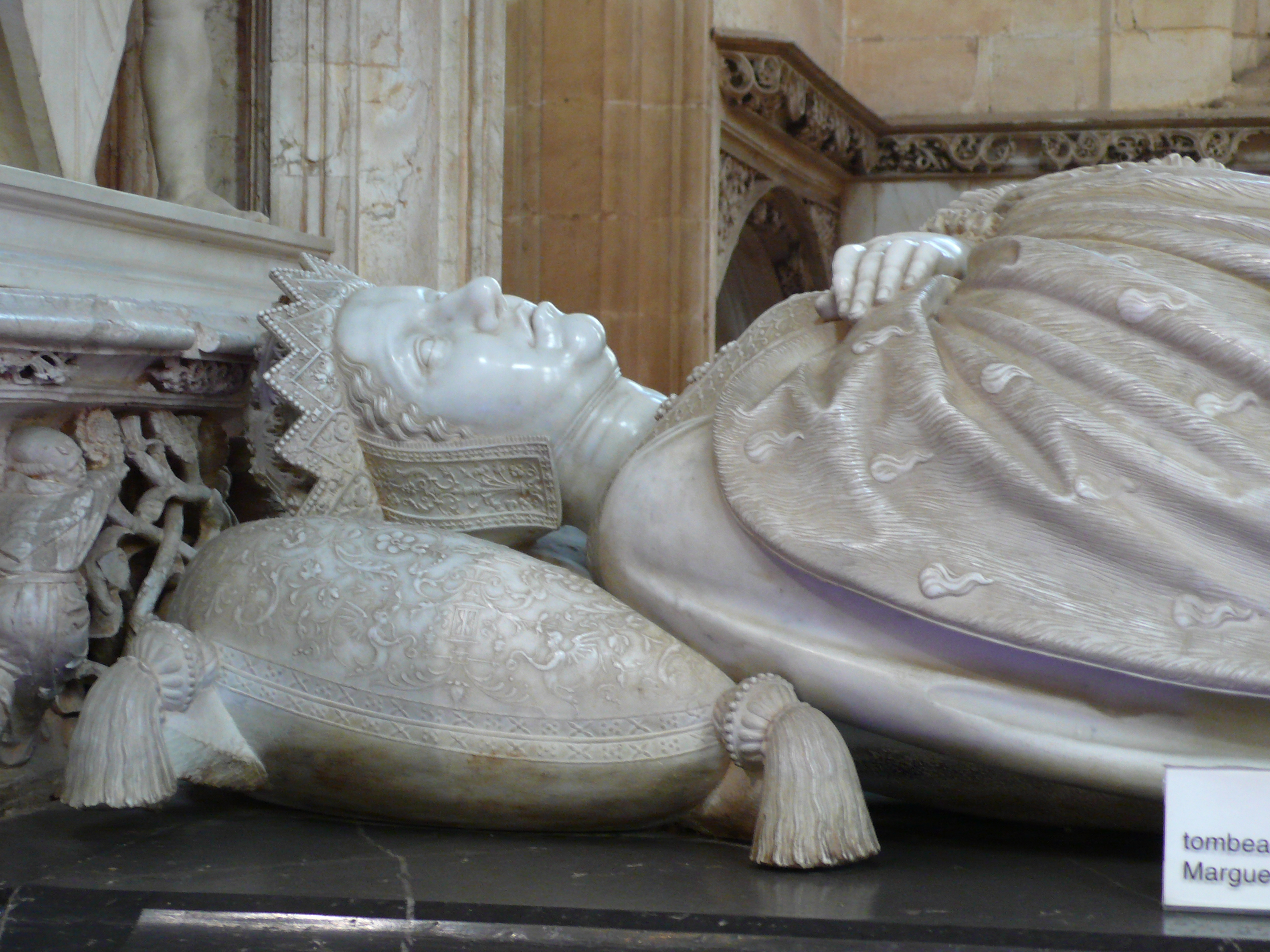
Margarete von Österreich, Grabmal in der Klosterkirche des Klosters Brou

In den letzten Jahren ihres Lebens litt Margarete an einem Beinleiden, vielleicht Varikosis, während auch überliefert ist, dass sie in eine Glasscherbe trat, wodurch es zum Wundbrand kam. Nachdem Margarete am 1. Dezember 1530 in Mechelen an Wundbrand gestorben war, wurde sie zunächst in Brügge bestattet. Zu ihren Testamentsvollstreckern hatte sie Heinrich von Nassau und Johann von Berghes bestimmt. Als 1532 die Klosterkirche des Klosters Brou in Bourg-en-Bresse geweiht wurde, wurde sie dort neben ihrem Gatten Philibert II. beigesetzt. Daneben ruht auch dessen Mutter Margarete von Bourbon. Im Chor der Kirche sind die kunstvollen Grabmale erhalten. Die beeindruckende Anlage wurde unter anderem von flämischen Architekten und dem deutschen Bildhauer Conrat Meit gefertigt.

## Erzieherin
Margarete hatte mit Ausnahme eines totgeborenen Kindes keine leiblichen Nachkommen, da ihre beiden Ehemänner, Juan und Philibert, jung gestorben waren und sie nicht wieder heiratete. Sie übernahm jedoch nach dem Tod ihres Bruders Philipp 1506 die Vormundschaft und die Ausbildung seiner in den Niederlanden lebenden Kinder:
- Eleonore (1498–1558), später Königin von Portugal und Frankreich
  1. ⚭ 1519 Manuel I.
  2. ⚭ 1530 Franz I.
- Karl (1500–1558), später König Karl I. von Spanien sowie Karl V. Kaiser des Heiligen Römischen Reiches ⚭ 1526 Isabella von Portugal
- Isabella (1501–1526), später Königin von Norwegen und Dänemark ⚭ 1515 Christian II.
- Maria (1505–1558), später Königin von Böhmen und Ungarn sowie Nachfolgerin Margaretens als Statthalterin der habsburgischen Niederlande ⚭ 1515 Ludwig II.

## Vorfahren
|  |                                          |  |  |  |  |  |  |  |  |  |  |  |  |
|  | Ernst der Eiserne (1377–1424)            |  |  |  |  |  |  |  |  |  |  |  |  |
|  |                                          |  |  |  |  |  |  |  |  |  |  |  |  |
|  |                                          |  |  |  |  |  |  |  |  |  |  |  |  |
|  | Friedrich III. (1415–1493)               |  |  |  |  |  |  |  |  |  |  |  |  |
|  |                                          |  |  |  |  |  |  |  |  |  |  |  |  |
|  |                                          |  |  |  |  |  |  |  |  |  |  |  |  |
|  | Cimburgis von Masowien (1394–1429)       |  |  |  |  |  |  |  |  |  |  |  |  |
|  |                                          |  |  |  |  |  |  |  |  |  |  |  |  |
|  |                                          |  |  |  |  |  |  |  |  |  |  |  |  |
|  | Maximilian I. (1459–1519)                |  |  |  |  |  |  |  |  |  |  |  |  |
|  |                                          |  |  |  |  |  |  |  |  |  |  |  |  |
|  |                                          |  |  |  |  |  |  |  |  |  |  |  |  |
|  | Eduard I. von Portugal (1391–1438)       |  |  |  |  |  |  |  |  |  |  |  |  |
|  |                                          |  |  |  |  |  |  |  |  |  |  |  |  |
|  |                                          |  |  |  |  |  |  |  |  |  |  |  |  |
|  | Eleonore Helena von Portugal (1436–1467) |  |  |  |  |  |  |  |  |  |  |  |  |
|  |                                          |  |  |  |  |  |  |  |  |  |  |  |  |
|  |                                          |  |  |  |  |  |  |  |  |  |  |  |  |
|  | Eleonore von Aragonien (1402–1445)       |  |  |  |  |  |  |  |  |  |  |  |  |
|  |                                          |  |  |  |  |  |  |  |  |  |  |  |  |
|  |                                          |  |  |  |  |  |  |  |  |  |  |  |  |
|  | Margarete von Österreich (1480–1530)     |  |  |  |  |  |  |  |  |  |  |  |  |
|  |                                          |  |  |  |  |  |  |  |  |  |  |  |  |
|  |                                          |  |  |  |  |  |  |  |  |  |  |  |  |
|  | Philipp der Gute (1396–1467)             |  |  |  |  |  |  |  |  |  |  |  |  |
|  |                                          |  |  |  |  |  |  |  |  |  |  |  |  |
|  |                                          |  |  |  |  |  |  |  |  |  |  |  |  |
|  | Karl der Kühne (1433–1477)               |  |  |  |  |  |  |  |  |  |  |  |  |
|  |                                          |  |  |  |  |  |  |  |  |  |  |  |  |
|  |                                          |  |  |  |  |  |  |  |  |  |  |  |  |
|  | Isabella von Portugal (1397–1471)        |  |  |  |  |  |  |  |  |  |  |  |  |
|  |                                          |  |  |  |  |  |  |  |  |  |  |  |  |
|  |                                          |  |  |  |  |  |  |  |  |  |  |  |  |
|  | Maria von Burgund (1457–1482)            |  |  |  |  |  |  |  |  |  |  |  |  |
|  |                                          |  |  |  |  |  |  |  |  |  |  |  |  |
|  |                                          |  |  |  |  |  |  |  |  |  |  |  |  |
|  | Charles I. de Bourbon (1401–1456)        |  |  |  |  |  |  |  |  |  |  |  |  |
|  |                                          |  |  |  |  |  |  |  |  |  |  |  |  |
|  |                                          |  |  |  |  |  |  |  |  |  |  |  |  |
|  | Isabelle de Bourbon (1437–1465)          |  |  |  |  |  |  |  |  |  |  |  |  |
|  |                                          |  |  |  |  |  |  |  |  |  |  |  |  |
|  |                                          |  |  |  |  |  |  |  |  |  |  |  |  |
|  | Agnes von Burgund (1407–1476)            |  |  |  |  |  |  |  |  |  |  |  |  |
|  |                                          |  |  |  |  |  |  |  |  |  |  |  |  |
|  |                                          |  |  |  |  |  |  |  |  |  |  |  |  |